# Timo Lehkonen
Timo Lehkonen  (* 8. Januar 1966 in Helsinki) ist ein ehemaliger finnischer Eishockeytorwart und jetziger -trainer, sowie -funktionär, der in seiner aktiven Zeit von 1983 bis 1995 unter anderem Finnischer Meister mit TPS Turku wurde. 

## Karriere
Timo Lehkonen begann seine Karriere als Eishockeyspieler in seiner Heimatstadt in der Nachwuchsabteilung von Jokerit Helsinki, für dessen Profimannschaft er in der Saison 1983/84 sein Debüt in der SM-liiga gab. Anschließend wurde er im NHL Entry Draft 1984 in der fünften Runde als insgesamt 90. Spieler von den Chicago Blackhawks ausgewählt. Daraufhin verbrachte der Torwart die Saison 1984/85 bei den Toronto Marlboros in der kanadischen Juniorenliga Ontario Hockey League. Nach einem Jahr in Nordamerika kehrte er zu Jokerit Helsinki zurück, für das er in der Folgezeit regelmäßig in der SM-liiga zum Einsatz kam. 
Zur Saison 1987/88 wechselte Lehkonen innerhalb der SM-liiga zu TPS Turku. Mit seiner Mannschaft wurde er in der folgenden Spielzeit finnischer Meister. Der ehemalige Junioren-Nationalspieler konnte in der Hauptrunde bei seinen zwölf Einsätzen mit einem Gegentorschnitt von 2.33 und einer Fangquote von 92,8 Prozent überzeugen, woraufhin er in den Playoffs als Stammtorwart für TPS zwischen den Pfosten stand und seine Fangquote auf 94,6 Prozent in acht Spielen sogar noch steigern konnte. Als Belohnung erhielt er anschließend die Urpo-Ylönen-Trophäe als bester Torwart der SM-liiga. 
Von 1989 bis 1993 spielte Lehkonen für HPK Hämeenlinna, mit dem er in der Saison 1992/93 erst im Playoff-Finale um die finnische Meisterschaft mit 1:3 Siegen in der Best-of-Five-Serie an seinem Ex-Klub TPS Turku scheiterte. Der Finne, der HPK zu seinem bis dahin größten Vereinserfolg geführt hatte, erhielt am Saisonende zum zweiten Mal in seiner Laufbahn die Urpo-Ylönen-Trophäe als bester Torwart der SM-liiga. Anschließend pausierte er ein Jahr lang mit dem Eishockey, ehe er in der Saison 1994/95 noch einmal für TuTo Hockey in der SM-liiga auflief. Anschließend beendete er bereits im Alter von 29 Jahren seine Karriere. 
Von 2005 bis 2009 war Lehkonen als Assistenztrainer für seinen Ex-Klub HPK Hämeenlinna tätig und gewann mit seiner Mannschaft in dieser Position in der Saison 2005/06 den finnischen Meistertitel. In der Saison 2006/07 war er parallel Cheftrainer der U20-Junioren von HPK in der Nuorten SM-liiga. Bei der U20-Junioren-Weltmeisterschaft 2006 war er unter Hannu Aravirta Assistenztrainer der finnischen U20-Nationalmannschaft. Von 2007 bis 2010 war er als Assistent für die A-Nationalmannschaft tätig, mit deren Cheftrainer Jukka Jalonen er bereits bei HPK Hämeenlinna erfolgreich gearbeitet hatte. Seit der Saison 2010/11 ist Lehkonen Director of Player Personnel bei den U20-Junioren von HPK.    

### International
Für Finnland nahm Lehkonen an der U18-Junioren-Europameisterschaft 1983, bei der er mit seiner Mannschaft die Silbermedaille gewann, sowie den U20-Junioren-Weltmeisterschaften 1985 und 1986 teil. Bei der U20-Junioren-Weltmeisterschaft 1985 wurde er in das All-Star Team des Turniers gewählt.

## Erfolge und Auszeichnungen

### Als Spieler
| - 1983 Silbermedaille bei der U18-Junioren-Europameisterschaft - 1985 All-Star-Team der Junioren-Weltmeisterschaft - 1989 Finnischer Meister mit TPS Turku | - 1989 Urpo-Ylönen-Trophäe - 1993 Finnischer Vizemeister mit HPK Hämeenlinna - 1993 Urpo-Ylönen-Trophäe |

### Als Trainer
- 2006 Finnischer Meister mit HPK Hämeenlinna (als Assistenztrainer)

## Familie
Sowohl sein Bruder Ismo als auch sein Neffe Artturi sind ebenfalls professionelle Eishockeyspieler.